# 3 Pułk Eklererów Gwardii Cesarskiej

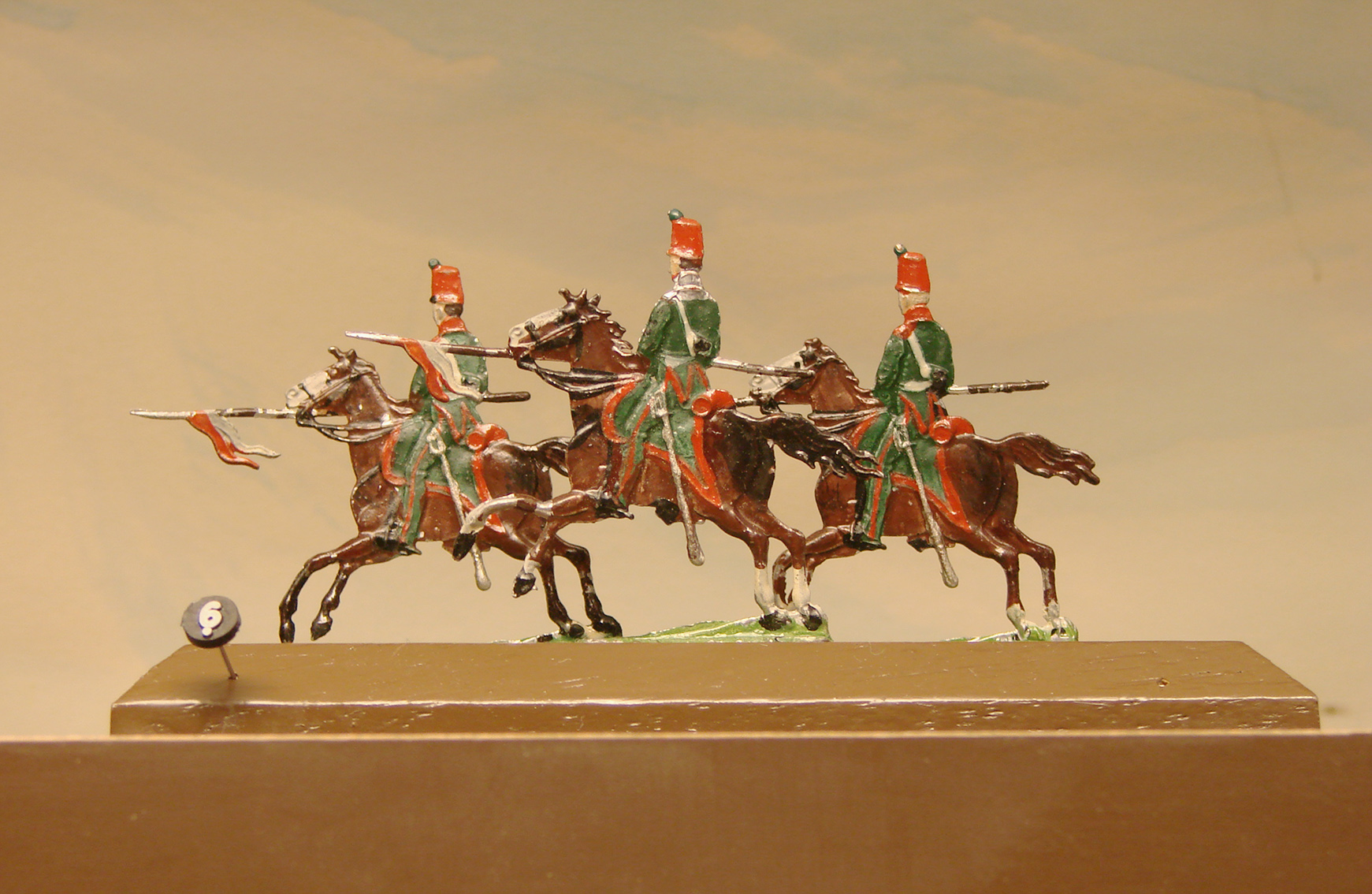
Figury eklererów Gwardii Cesarskiej 1813–1815 w Muzeum Figur Historycznych w Compiègne

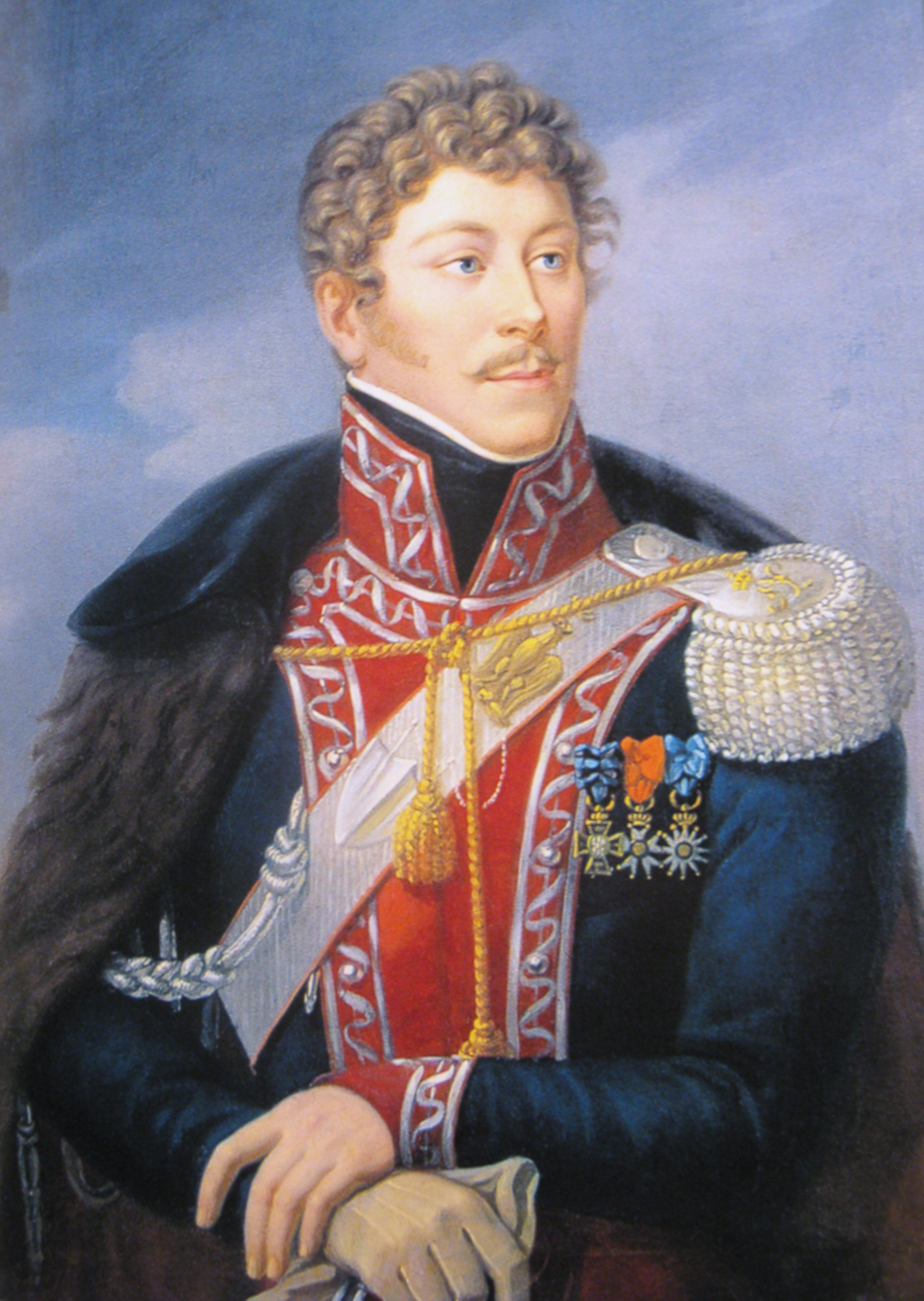
Jan Leon Kozietulski, dowódca 3 Pułku Eklererów

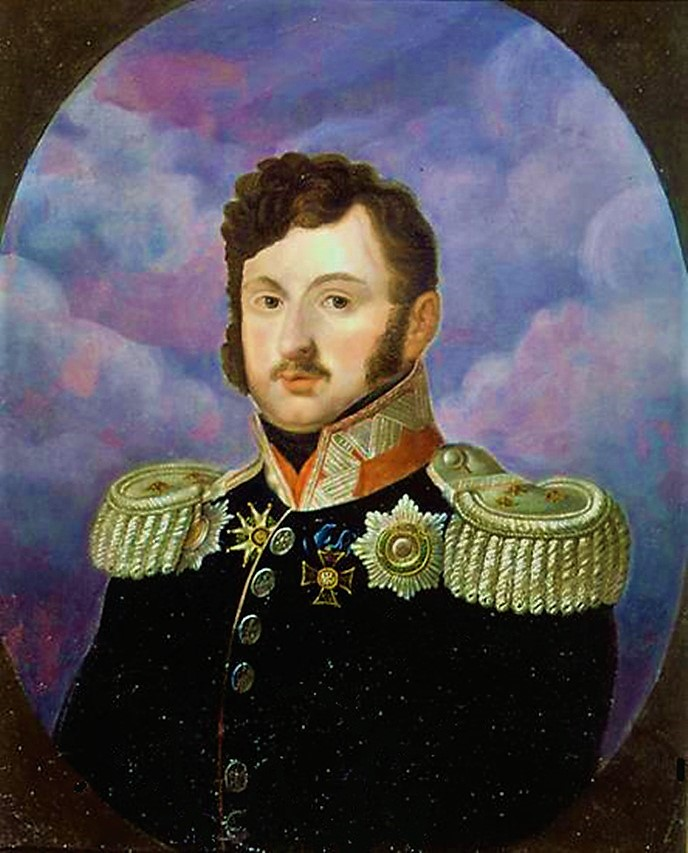
Wincenty Krasiński

3 Pułk Eklererów Gwardii Cesarskiej (fr. 3e régiment des éclaireurs de la Garde impériale) – pułk kawalerii Gwardii Cesarskiej I Cesarstwa Francuskiego.
Sformowany 9 grudnia 1813 na bazie resztek 6. i 7. szwadronu 1 pułku lekkokonnego przyprowadzonego z Krakowa przez majora Jana Kozietulskiego.
Liczył 4 szwadrony a jego szeregi zasilali głównie Polacy.
Wchodził w skład tzw. Młodej Gwardii Cesarstwa Francuskiego. Następnie włączony z powrotem do 1 Pułku Lekkokonnego.

## Szefowie szwadronów
- Wincenty Leon Szeptycki,
- Ambroży Mikołaj Skarżyński,
- Józef Bonawentura Załuski,
- Stanisław Dunin Wąsowicz.

## Działania zbrojne
- 29 stycznia 1814: bitwa pod Brienne-le-Château
- 1 lutego 1814: bitwa pod La Rothière
- 10 lutego 1814: bitwa pod Champaubert
- 14 lutego 1814: bitwa pod Vauchamps
- 18 lutego 1814: bitwa pod Montereau
- 6 marca 1814: bitwa pod Berry-au-Bac
- 9-10 marca 1814: bitwa pod Laon
- 13 marca 1814: bitwa pod Reims
- 20-21 marca 1814: bitwa pod Arcis-sur-Aube
- 26 marca 1814: bitwa pod Saint-Dizier
- 30-31 marca 1814: obrona Paryża

Ostatnimi działaniami wojennymi w historii pułku było przeprowadzenie 31 marca 1814 r. przez kpt. Stefana Horaczko wysadzenia mostów pod Vitry i Choisy-le-Roi w celu zabezpieczenia tyłów armii francuskiej.